# Elecciones municipales de Cabo Verde de 2000
Las elecciones municipales de Cabo Verde de 2000 tuvieron lugar el domingo 20 de febrero del mencionado año con el objetivo de renovar las autoridades locales de los diecisiete municipios que componían el país africano. Se eligió de este modo a los 113 miembros de las Cámaras Municipales y a los 277 miembros de las Asambleas Municipales. Fueron las terceras elecciones desde la instauración de los gobiernos locales autónomos en 1991, y las últimas bajo el gobierno de Carlos Veiga. Fue la primera vez que votaron los recién creados municipios de Brava y São Miguel.
En el momento de las elecciones, el gobierno nacional encabezado por el Movimiento para la Democracia (MpD) enfrentaba un profundo desgaste por el debilitamiento de la economía y las denuncias de corrupción y brutalidad policial. En ese contexto, el opositor Partido Africano de la Independencia de Cabo Verde (PAICV), que había sido partido único del país entre 1975 y 1991, obtuvo una histórica victoria con el 35,89% de los votos sobre el 34,02% del MpD. En general, el desgaste del oficialismo se notó en sus bastiones en el Barlovento, donde cedió poder a los grupos independientes o localistas, y en la isla de Santiago, la más poblada del país, ante el PAICV. El principal partido opositor retuvo sus bastiones en las islas de Brava (que votaba en elecciones municipales por primera vez) y Fogo (São Filipe y Mosteiros), al extremo del Sotavento, y logró obtener la victoria en los tres principales municipios de Santiago (Praia, la capital y ciudad más poblada del país, Santa Catarina y Santa Cruz, así como en la Isla de Sal. El MpD triunfó en tres municipios de Santiago (São Domingos, São Miguel y Tarrafal) y dos de la isla de Santo Antão (Porto Novo y Paul), así como en Maio. Del mismo modo, tomó sin oposición el control de Boavista, histórico bastión del PAICV, luego de que este no pudiera presentar listas.
Respecto a los terceros partidos, el Partido del Trabajo y la Solidaridad (PTS), que lideraba el escritor Onésimo Silveira, se impuso en el municipio de São Vicente y obtuvo la mayoría en la Cámara Municipal (quedándose a pocos votos de una victoria absoluta), la primera vez que un partido fuera del PAICV, el MpD o un grupo independiente se imponía en una elección municipal. El Partido de la Convergencia Democrática (PCD) y la Unión Caboverdiana Independiente y Democrática (UCID) también tuvieron un desempeño destacado y lograron representación en las Asambleas Municipales que disputaron. Estos tres partidos, que juntos obtuvieron un 15,67% de las preferencias, fundarían la Alianza Democrática para el Cambio (ADM) para las elecciones nacionales, aunque con menos éxito. Grupos locales independientes triunfaron en Ribeira Grande y São Nicolau, ambos distritos en los cuales uno de los dos principales partidos no se presentó.
El triunfo del PAICV se consideró una sorpresa y un gran éxito para el liderazgo saliente de Pedro Pires, antiguo jefe de gobierno del período de partido único, que buscaba perfilarse como candidato presidencial. El reformista José María Neves, que encabezó le candidatura del PAICV en Santa Catarina y obtuvo el triunfo más aplastante para el partido, fue elegido presidente del mismo y candidato a primer ministro en el Congreso de julio de ese mismo año. Efectivamente, un año más tarde, el PAICV triunfó en las elecciones parlamentarias y presidenciales, retornando al poder tras diez años en la oposición. Sin embargo, esta permanece hasta la fecha como la única elección municipal desde la instauración de las elecciones de gobierno local en la cual el MpD no fue el partido más votado y no ganó en la mayoría de los municipios.

## Reglas electorales

### Sistema electoral
Cada uno de los diecisiete municipios caboverdianos tiene un poder ejecutivo encabezado por una Cámara Municipal colegiada, cuyo presidente (que debe ser uno de sus miembros) en la práctica actúa como «alcalde», y un poder legislativo representado por una Asamblea Municipal con poderes deliberativos. Los municipios con 30.000 habitantes eligen 21 escaños de la Asamblea Municipal y 9 camaristas. Los municipios con menos de 30.000 habitantes, pero más de 10.000, eligen 17 escaños de la Asamblea Municipal y 7 camaristas. Por último, los municipios con menos de 10.000 habitantes eligen 13 escaños de la Asamblea Municipal y 5 camaristas. Las Asambleas Municipales se eligen por representación proporcional por listas con distribución mediante sistema d'Hondt. Con respecto a la Cámara Municipal, si un partido logra mayoría absoluta de votos válidamente emitidos obtendrá la totalidad de los escaños, mientras que, si ningún partido logra esta mayoría, los escaños se distribuirán de manera proporcional entre los partidos por el mismo sistema que la Asamblea Municipal.
Todos los ciudadanos caboverdianos mayores de dieciocho años, así como los extranjeros y apátridas con residencia legal y habitual en Cabo Verde durante más de tres años antes de las elecciones, así como los ciudadanos portugueses legalmente establecidos en el territorio del archipiélago y debidamente empadronados cuentan con derecho a voto. Del mismo modo, aquellos que cumplan los requisitos para tener derecho a voto y los extranjeros o apátridas legalmente establecidos en Cabo Verde por al menos cinco años antes de las elecciones pueden ser candidatos a los órganos municipales del distrito en el que se encuentren registrados. Los partidos políticos pueden presentar listas de candidatos a los órganos municipales y, en principio, el cabeza de lista del partido para la Cámara Municipal se considera candidato a alcalde. Un grupo de ciudadanos no afiliados que logren reunir firmas de un 5% de los electores registrados en el distrito pueden configurar un grupo independiente.

### Cargos a elegir
| Municipio      | Camaristas | Asambleístas |
| -------------- | ---------- | ------------ |
| Boavista       | 5          | 13           |
| Brava          | 5          | 13           |
| Maio           | 5          | 13           |
| Mosteiros      | 5          | 13           |
| Paul           | 5          | 13           |
| Porto Novo     | 7          | 17           |
| Praia          | 9          | 21           |
| Ribeira Grande | 7          | 17           |
| Sal            | 5          | 13           |
| Santa Catarina | 9          | 21           |
| Santa Cruz     | 7          | 17           |
| São Domingos   | 7          | 17           |
| São Filipe     | 7          | 17           |
| São Miguel     | 7          | 17           |
| São Nicolau    | 7          | 17           |
| São Vicente    | 9          | 21           |
| Tarrafal       | 7          | 17           |
| Total          | 113        | 277          |

## Resultados

### Nivel general
|  | 35.89 % |

|  | 36.09 % |

|  | 34.02 % |

|  | 34.08 % |

|  | 7.63 % |

|  | 7.08 % |

|  | 7.05 % |

|  | 7.19 % |

|  | 4.59 % |

|  | 4.52 % |

|  | 4.32 % |

|  | 4.24 % |

|  | 2.36 % |

|  | 2.36 % |

|  | 1.33 % |

|  | 1.32 % |

|  | 0.99 % |

|  | 1.21 % |

|  | 0.63 % |

|  | 0.73 % |

|  | 0.36 % |

|  | 0.39 % |

|  | 0.35 % |

|  | 0.35 % |

|  | 0.29 % |

|  | 0.34 % |

|  | 0.18 % |

|  | 0.18 % |

|  | 93.91 % |

|  | 93.30 % |

|  | 1.99 % |

|  | 2.63 % |

|  | 4.10 % |

|  | 4.07 % |

|  | 100.00 % |

|  | 100.00 % |

|  | 60.46 % |

|  | 60.40 % |

### Desglose por municipio
|  | 100.00 % |

|  | 100.00 % |

|  | 88.68 % |

|  | 88.17 % |

|  | 8.47 % |

|  | 9.06 % |

|  | 2.85 % |

|  | 2.78 % |

|  | 100.00 % |

|  | 100.00 % |

|  | 59.04 % |

|  | 59.04 % |

|  | 52.77 % |

|  | 61.68 % |

|  | 47.23 % |

|  | 46.41 % |

|  | 96.70 % |

|  | 96.67 % |

|  | 1.09 % |

|  | 1.56 % |

|  | 1.53 % |

|  | 1.77 % |

|  | 100.00 % |

|  | 100.00 % |

|  | 68.98 % |

|  | 68.98 % |

|  | 80.03 % |

|  | 78.80 % |

|  | 19.97 % |

|  | 21.20 % |

|  | 95.05 % |

|  | 95.92 % |

|  | 0.39 % |

|  | 0.69 % |

|  | 0.86 % |

|  | 0.78 % |

|  | 100.00 % |

|  | 100.00 % |

|  | 69.38 % |

|  | 69.08 % |

|  | 57.54 % |

|  | 57.30 % |

|  | 42.46 % |

|  | 42.70 % |

|  | 97.75 % |

|  | 97.39 % |

|  | 0.62 % |

|  | 0.96 % |

|  | 1.63 % |

|  | 1.65 % |

|  | 100.00 % |

|  | 100.00 % |

|  | 82.17 % |

|  | 82.15 % |

|  | 54.18 % |

|  | 54.24 % |

|  | 45.82 % |

|  | 45.76 % |

|  | 95.47 % |

|  | 96.05 % |

|  | 1.23 % |

|  | 2.39 % |

|  | 3.30 % |

|  | 3.28 % |

|  | 100.00 % |

|  | 100.00 % |

|  | 81.65 % |

|  | 81.65 % |

|  | 55.01 % |

|  | 54.75 % |

|  | 37.72 % |

|  | 37.99 % |

|  | 7.27 % |

|  | 7.26 % |

|  | 91.73 % |

|  | 91.88 % |

|  | 2.30 % |

|  | 3.12 % |

|  | 5.97 % |

|  | 6.00 % |

|  | 100.00 % |

|  | 100.00 % |

|  | 71.23 % |

|  | 71.23 % |

|  | 43.62 % |

|  | 43.38 % |

|  | 30.41 % |

|  | 30.63 % |

|  | 23.03 % |

|  | 22.61 % |

|  | 2.94 % |

|  | 3.38 % |

|  | 95.46 % |

|  | 95.19 % |

|  | 1.30 % |

|  | 1.68 % |

|  | 3.24 % |

|  | 3.13 % |

|  | 100.00 % |

|  | 100.00 % |

|  | 56.95 % |

|  | 56.93 % |

|  | 82.47 % |

|  | 81.04 % |

|  | 17.53 % |

|  | 18.96 % |

|  | 88.66 % |

|  | 88.16 % |

|  | 5.63 % |

|  | 5.89 % |

|  | 5.71 % |

|  | 5.95 % |

|  | 100.00 % |

|  | 100.00 % |

|  | 63.79 % |

|  | 63.79 % |

|  | 71.12 % |

|  | 69.87 % |

|  | 28.88 % |

|  | 30.13 % |

|  | 96.58 % |

|  | 95.80 % |

|  | 1.54 % |

|  | 2.34 % |

|  | 1.88 % |

|  | 1.86 % |

|  | 100.00 % |

|  | 100.00 % |

|  | 65.03 % |

|  | 65.00 % |

|  | 62.19 % |

|  | 60.93 % |

|  | 32.18 % |

|  | 33.14 % |

|  | 5.63 % |

|  | 5.93 % |

|  | 91.39 % |

|  | 93.58 % |

|  | 2.30 % |

|  | 3.47 % |

|  | 6.31 % |

|  | 6.17 % |

|  | 100.00 % |

|  | 100.00 % |

|  | 51.38 % |

|  | 51.38 % |

|  | 50.37 % |

|  | 49.05 % |

|  | 45.89 % |

|  | 46.50 % |

|  | 3.74 % |

|  | 4.45 % |

|  | 93.44 % |

|  | 92.79 % |

|  | 1.51 % |

|  | 2.27 % |

|  | 5.06 % |

|  | 4.94 % |

|  | 100.00 % |

|  | 100.00 % |

|  | 67.61 % |

|  | 67.61 % |

|  | 75.30 % |

|  | 74.67 % |

|  | 16.03 % |

|  | 16.42 % |

|  | 8.67 % |

|  | 8.91 % |

|  | 93.03 % |

|  | 92.79 % |

|  | 1.98 % |

|  | 2.44 % |

|  | 4.99 % |

|  | 4.77 % |

|  | 100.00 % |

|  | 100.00 % |

|  | 69.67 % |

|  | 69.67 % |

|  | 56.77 % |

|  | 55.79 % |

|  | 39.51 % |

|  | 38.35 % |

|  | 3.72 % |

|  | 5.86 % |

|  | 96.16 % |

|  | 95.97 % |

|  | 1.28 % |

|  | 1.39 % |

|  | 3.73 % |

|  | 2.64 % |

|  | 100.00 % |

|  | 100.00 % |

|  | 69.30 % |

|  | 69.28 % |

|  | 66.74 % |

|  | 66.36 % |

|  | 16.96 % |

|  | 18.06 % |

|  | 16.30 % |

|  | 15.58 % |

|  | 93.38 % |

|  | 92.19 % |

|  | 2.08 % |

|  | 2.97 % |

|  | 4.54 % |

|  | 4.84 % |

|  | 100.00 % |

|  | 100.00 % |

|  | 56.74 % |

|  | 54.52 % |

|  | 58.81 % |

|  | 57.53 % |

|  | 41.19 % |

|  | 42.47 % |

|  | 92.95 % |

|  | 91.19 % |

|  | 2.49 % |

|  | 4.58 % |

|  | 4.56 % |

|  | 4.23 % |

|  | 100.00 % |

|  | 100.00 % |

|  | 64.92 % |

|  | 64.92 % |

|  | 49.32 % |

|  | 45.56 % |

|  | 28.83 % |

|  | 28.21 % |

|  | 15.28 % |

|  | 18.18 % |

|  | 6.57 % |

|  | 8.06 % |

|  | 94.61 % |

|  | 93.99 % |

|  | 1.87 % |

|  | 2.41 % |

|  | 3.52 % |

|  | 3.60 % |

|  | 100.00 % |

|  | 100.00 % |

|  | 51.19 % |

|  | 51.21 % |

|  | 48.80 % |

|  | 49.30 % |

|  | 38.35 % |

|  | 37.58 % |

|  | 6.79 % |

|  | 6.86 % |

|  | 6.07 % |

|  | 6.26 % |

|  | 90.87 % |

|  | 90.87 % |

|  | 3.07 % |

|  | 3.07 % |

|  | 6.06 % |

|  | 6.06 % |

|  | 100.00 % |

|  | 100.00 % |

|  | 55.21 % |

|  | 55.21 % |

1. 1 2  Concurrió respaldado por el Partido Africano de la Independencia de Cabo Verde.
2. 1 2  Concurrió respaldado por el Movimiento para la Democracia.